# Корякское сельское поселение
Корякское се́льское поселе́ние — муниципальное образование в Елизовском районе Камчатского края Российской Федерации.
Административный центр — село Коряки.

## История
Статус и границы сельского поселения установлены Законом Камчатской области от 29 декабря 2004 года № 255 «Об установлении границ муниципальных образований, расположенных на территории Елизовского района Камчатской области, и о наделении их статусом муниципального района, городского, сельского поселения».

## Население
| 2010  | 2012  | 2013  | 2014  | 2015  | 2016  | 2017  |
| ----- | ----- | ----- | ----- | ----- | ----- | ----- |
| 3638  | ↗3648 | ↘3622 | ↗3635 | ↘3629 | ↗3631 | ↘3618 |
| 2018  | 2019  | 2020  | 2021  | 2023  |       |       |
| ↗3656 | ↘3627 | ↗3685 | ↘3050 | ↘3030 |       |       |

## Состав сельского поселения
| № | Населённый пункт | Тип населённого пункта       | Население |
| - | ---------------- | ---------------------------- | --------- |
| 1 | Зелёный          | посёлок                      | ↘735      |
| 2 | Коряки           | село, административный центр | ↗2793     |
| 3 | Северные Коряки  | село                         | ↗157      |